# Mirco Lorenzetto
Mirco Lorenzetto (Vittorio Veneto, 13 luglio 1981) è un dirigente sportivo ed ex ciclista su strada italiano.
Professionista dal 2004 al 2011, velocista, ha ottenuto sette vittorie in carriera. Dal 2013 al 2015 è stato direttore sportivo alla Roth-Škoda, già Marchiol.

## Carriera
Lorenzetto già tra gli élite 2 corse tra le principali squadre del panorama italiano, Trevigiani e Marchiol. Proprio con quest'ultima colse i primi successi in Europa, con le vittorie di tappa al Tour de Berlin, corsa riservata agli under-23 che concluse al secondo posto, e i successi, in Italia, in Trofeo Piva, Piccola Sanremo e Trofeo Edil C.
Passato professionista nel 2004, a 24 anni, con la De Nardi di Gianluigi Stanga, gareggiò sotto la direzione del manager bergamasco fino al termine della stagione 2007, vestendo anche le divise di Domina Vacanze e Team Milram. Con la Domina Vacanze nel 2005 prese parte ai suoi primi Grandi Giri, partecipando al Giro d'Italia e alla Vuelta a España. Nell'ultima stagione corsa agli ordini di Stanga, il 2007, colse la sua prima vittoria da professionista, aggiudicandosi la sesta tappa al Tour Méditerranéen sul traguardo di Sanremo.
Nel 2008 si trasferì alla Lampre, rimanendovi fino all'inizio del 2011 e aggiudicandosi altre sei vittorie, la maggior parte delle quali in gare del circuito continentale europeo. Al primo anno in blu-fucsia vinse una tappa alla Volta a la Comunitat Valenciana e al Presidential Cycling Tour of Turkey, cui si aggiunse il quinto posto alla Milano-Sanremo. La stagione successiva colse due successi di tappa al Giro di Sardegna e vinse il Giro del Friuli. Nel 2010 arrivò la prima vittoria nel circuito mondiale, con il successo di tappa al Tour de Pologne, e la prima partecipazione al Tour de France, in cui tuttavia si ritirò durante la quinta tappa.
Per l'ultima stagione da professionista, nel 2011, vestì la divisa dell'Astana. Terminata l'attività agonistica, nel 2013 diventa direttore sportivo al team Marchiol (dal 2015 nota come Roth-Škoda), squadra in cui aveva già corso le ultime stagioni prima di passare professionista.

## Palmarès
- 2001 (Site-Frezza-Safi-Mattiuzzo)

Astico-Brenta
- 2002 (Marchiol-Hit Casino's-Safi-Site-Frezza)

Trofeo Banca Popolare di Vicenza
2ª tappa Tour de Berlin
4ª tappa Tour de Berlin
- 2003 (Marchiol-Hit Casino's-Safi-Site-Frezza)

Piccola Sanremo
Trofeo Edil C
- 2007 (Milram, una vittoria)

6ª tappa Tour Méditerranéen (Dolceacqua > Sanremo)
- 2008 (Lampre, due vittorie)

2ª tappa Volta a la Comunitat Valenciana (Náquera > Náquera)
4ª tappa Presidential Cycling Tour of Turkey (Kuşadası > Bodrum)
- 2009 (Lampre, tre vittorie)

1ª tappa Giro di Sardegna (Olbia > Olbia)
2ª tappa Giro di Sardegna (Porto Torres > Santu Lussurgiu)
Giro del Friuli
- 2010 (Lampre, una vittoria)

4ª tappa Tour de Pologne (Tychy > Cieszyn)

## Piazzamenti

### Grandi Giri
- Giro d'Italia

2005: 109º
2006: ritirato (21ª tappa)
2007: 109º
2008: ritirato (14ª tappa)
- Tour de France

2010: 135º
- Vuelta a España

2005: ritirato (5ª tappa)

### Classiche monumento
- Milano-Sanremo

2004: 70º
2008: 5º
2010: 74º
2011: 114º
- Giro delle Fiandre

2005: 73º
2011: 128º
- Parigi-Roubaix

2010: 70º
2011: 82º